# Monstre

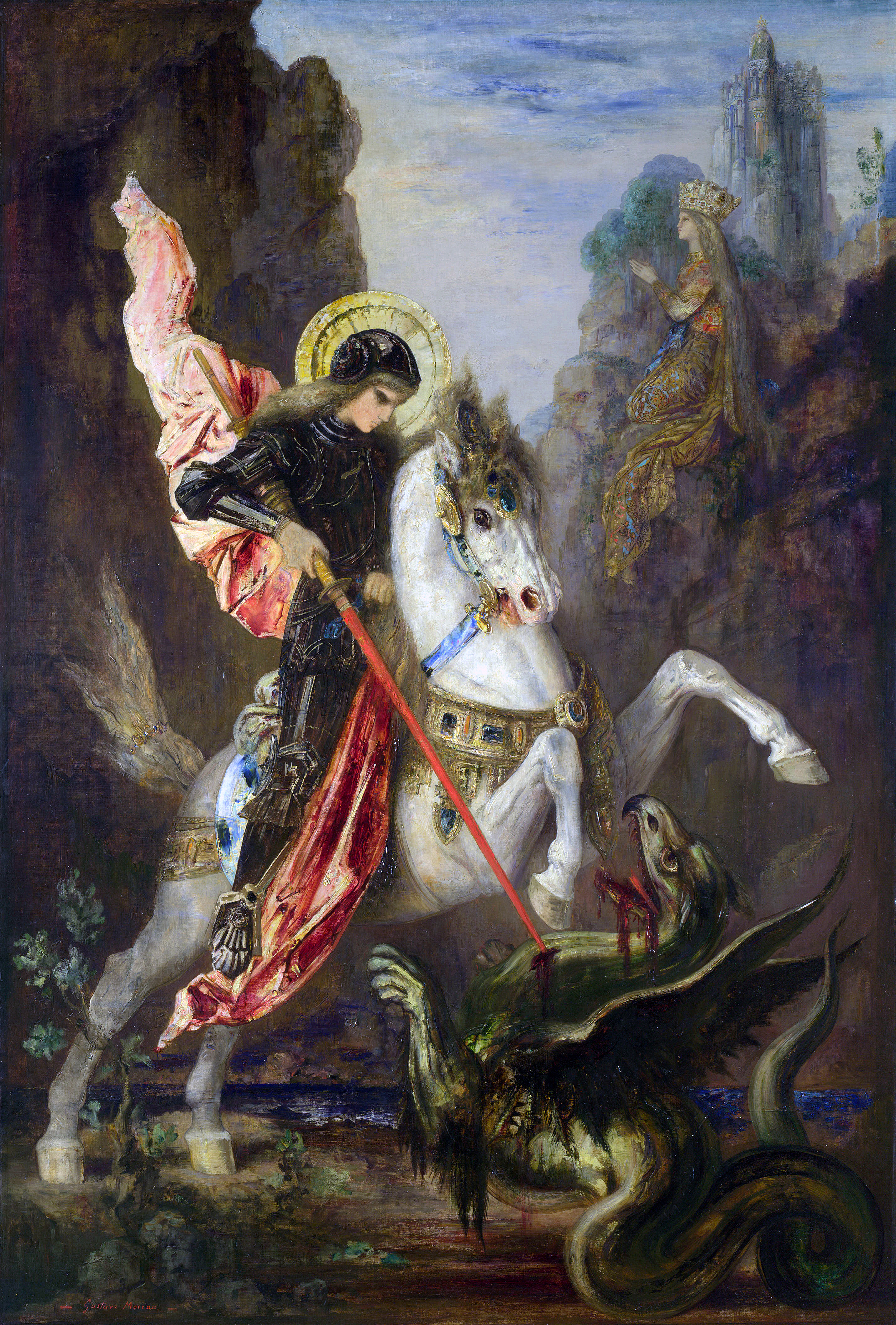
Sant Jordi i el drac

Un monstre (del llatí monstrum) és una criatura més o menys llegendària, que usualment fa por i és vista com a maligna pels éssers humans.
El que destaca en els monstres és l'anormalitat física. El terme ve de "monstrare", del llatí, que significava "ensenyar", perquè eren una cosa digna de veure (van començar sent éssers humans amb alguna deformitat que es lluïen en les fires)
Llista de monstres cèlebres:
- Vampir: criatura que s'alimenta de la sang d'animals (sobretot humnas).
- Godzilla: rèptil mutant gegantí.
- Home llop: persona que es transforma en llop.
- Mòmia: criatura momoficada que torna d'entre els morts.
- Zombi: criatura que torna d'entre els morts.
- Basilisc: rèptil mitològic.
- Ogre: personatge d'aspecte humanoide gegantí
- Gegant:personatge antropomorf, però molt més alt i fort que un ésser humà normal i corrent.
- Trol: monstre propi de la mitologia escandinava.
- Drac: animal mitològic de forma reptiliana.
- Gòlem: èsser animat format per matèria inanimada com pedra o fang.
- Frankenstein: mort vivent.
- Quimera: criatura mitològica grega.
- Orc: monstre propi dels llibres i jocs de fantasia, d'aspecte antropomorf i pell verda.
- Gàrgola: element arquitectònic que cobra vida.
- Hidra: monstre aquàtic ctònic.
- Minotaure: monstre amb cos d'home i cap de bou.
- King Kong: goril·la gegantí.
- Gremlin: monstre llegendari que fa estavellar-se els avions
- Harpia: monstre de la mitologia grega.
- Làmia: Monstre femení de l'Antiga Grècia.
- Kraken: Monstre mitològic marí propi del Nord d'Europa.
- Ieti: simi gegant del Nepal.
- Mantícora: criatura amb cap humà o de dimoni, cos de lleó i cua de drac o d'escorpí.
- Simurgh: monstre de la mitologia persa que barreja el cos d'un paó, d'un lleó i d'un griu.

Un monstre marí és cada un dels animals que segons la mitologia poblen el mar. Es poden esmentar:
- Balena
- Hipocamp
- Caribdis
- Escil·la
- Gorgones

Les sirenes eren originàriament monstres de terra, i després de l'aire, encara que fascinaven als mariners. Si bé les sirenes de l'època grecollatina no eren ben bé animals marins, a partir de l'edat mitjana començaren a tenir coa de peix. Alguns d'aquest mites, es pot dir així, viuen encara avui a les constel·lacions, Així Cetus rep el seu nom degut al monstre marí conegut com a Balena.

### Als Països catalans
També trobem monstres en la cultura dels Països Catalans com per exemple:
- Maruga: ésser minúscul que vivia a l'aigua dolça tant de rius com de llacs.
- Minairó: ésser fantàstic de mida diminuta present en la mitologia dels Pirineus.
- Pericó: gegant constituït de ferro massís.
- Magòria: viu sota terra i la seva cua es confon amb el vesc.
- Marmajor: un cíclop de Montserrat.
- Dips: meitat gossos, meitat vampirs.
- Pertenidors: ànimes en pena, esperits de l'eco.